# Чистяков, Павел Петрович
Па́вел Петро́вич Чистяко́в (23 июня [5 июля] 1832, село Пруды, Тверская губерния, Российская империя — 11 ноября 1919, Детское Село, Петроградская губерния, РСФСР) — русский живописец и график, сторонник академизма, один из наиболее влиятельных петербургских художников пореформенной эпохи, педагог; мастер исторической картины, также работал как портретист и жанрист. Создатель авторского метода художественной подготовки, известного под его именем — так называемой системы Чистякова.
Академик (с 1870), профессор (с 1892) и действительный член (с 1893; по новому уставу) Императорской Академии художеств, действительный статский советник (1905).

## Биография
Павел Чистяков родился 23 июня (5 июля) 1832 года в селе Пруды Весьегонского уезда Тверской губернии (ныне Краснохолмский район Тверской области) в крестьянской семье. Первоначальное образование получил в приходской школе в Красном Холме и Бежецком уездном училище (1848). Своим развитием в немалой степени обязан отцу, понимавшему важность просвещения.
В 1849 году поступил в Императорскую Академию художеств в Санкт-Петербурге; учился у профессора П. В. Басина. За время учёбы получил две малые (1853, 1857) и две большие (1855, 1858) серебряные медали за этюды и рисунки с натуры. В 1860 году за картину «Патриарх Гермоген в темнице отказывает полякам подписать грамоту о роспуске народного ополчения, оборонявшего Москву» (1861, в музее Академии художеств) получил малую золотую медаль 1-го достоинства.
В 1861 году окончил Академию с большой золотой медалью, которую получил за картину «Великая княгиня Софья Витовтовна на свадьбе великого князя Василия Тёмного срывает пояс с драгоценными каменьями, который некогда принадлежал Дмитрию Донскому и которым Юрьевичи завладели неправильно» (1861, ГРМ) с правом поездки заграницу в качестве пенсионера Академии. До отъезда некоторое время преподавал в Петербургской рисовальной школе для приходящих.
На родине, в Красном Холме, написал картину «Нищие дети» (1861, ГРМ).
С 1862 года — за границей; посетил Германию, работал в Париже и Риме. По возвращении в Петербург в 1870 году получил звание академика за написанные им за границей картины «Римский нищий», «Голова чучарки» и «Француз, собирающийся на публичный бал». После этого, посвятив себя, главным образом, преподавательской деятельности, очень редко выставлял новые произведения. В своем творчестве П. П. Чистяков «стремился к драматизации исторического сюжета, к психологической насыщенности образного строя» («Великая княгиня Софья Витовтовна на свадьбе Василия Тёмного срывает пояс с драгоценными каменьями (с Василия Косого)…», 1861. (ГРМ), «Боярин», 1876. (ГТГ); «Портрет матери художника», 1880. (ГРМ).
Ассистент профессора Императорской Академии художеств (1860—1862). В 1872 году определён на должность адъюнкт-профессора ИАХ, а по её преобразовании в 1893 году избран действительным членом Академии. Непременный член академического Совета с 1899 по 1915 годы (с перерывами). Заведующий мозаичным отделением (1890—1912). После ухода из Академии И. Е. Репина возглавил разделённую на две самостоятельных мастерских (наряду с Д. Н. Кардовским) мастерскую исторической живописи в Высшем художественном училище при ИАХ (1908—1910).
Павел Чистяков скончался 11 ноября 1919 года в Детском Селе (ныне город Пушкин). Похоронен на Казанском кладбище.
В Тверской областной картинной галерее находятся его картины «Портрет старухи» (1871) и «Стоящий священник» (1863—1864).

## Семья
Брат — Чистяков, Пётр Петрович (сер. — 2-я пол. 1830-х — не ранее конца 1870-х годов) — художник-живописец и рисовальщик.
Сестра — Чистякова, Анна Петровна (? — ум. не ранее 1901) — художник.
Супруга (с 1871) — Вера Егоровна Чистякова (Мейер) (1848—1918) — художница, дочь пейзажиста академика Егора Мейера.
- Дочь — Анна Павловна Чистякова (в супружестве — Дурдина; Мерц) (1872—1930) — художник-любитель[10].
- Дочь — Вера Павловна Чистякова (1874—1928) — художник-любитель, педагог[11].
- Сын — Всеволод Павлович Чистяков (1879—1929) — служащий Императорской Академии художеств[12].
  - Внук — Игорь Васильевич Дурдин (1895—1918) — художник-любитель[13].
  - Внук — Изяслав Всеволодович Чистяков (1902—1960) — художник[14].
  - Внук — Ярослав Васильевич Дурдин (1900—1980) — учёный-химик, педагог. Доктор химических наук. Профессор Ленинградского государственного университета им. А. А. Жданова (ныне СПбГУ)[15].
  - Внук — Олег Всеволодович Чистяков (1907—1942) — художник-любитель[16].

## Галерея
- Патриарх Гермоген отказывает полякам подписать грамоту (1860)
- «Великая княгиня Софья Витовтовна, срывающая пояс с Василия Косого на свадьбе Василия Тёмного» (1861)
- «Джованнина сидит на подоконнике» (1864)
- Джованнина
- Женский портрет (1872). Национальный художественный музей Белоруссии
- «Боярин» (1876)

## Оценки современников
В своих воспоминаниях Николай Самокиш писал:
|                      | П. П. Чистяков — вот человек, пробывший пятьдесят лет профессором Академии… У него была славная метода преподавания, которая дала блестящие результаты. Она дала Врубеля, Серова, Коровина, Головина и многих других талантливых художников. Небольшого роста, худощав, с волосами, подстриженными, как их носят крестяне, с небольшой бородкой и умными проницательными глазами. Весьма скромно одет и без малейшей претензии на позировку. Как художник дал немного картин. В Академии висела его программная картина, за которую он послан был за границу, — «София Витовтовна снимает пояс Василия Косого», был прекрасно написанный «Итальянский нищий». Вообще он был из тех художников, которые не торопятся. Портрет своей матери он писал лет десять и кончил потому только, что, как он говорил, «Боюсь, ещё помрёт, а портрета я не окончу». Потом у него на даче в Царском Селе, где он жил летом, была мастерская, и он писал большую картину «Мессалина». Писал её что-то лет двадцать и умер, не кончив. |
| «О времени и о себе» | |

## Награды и звания
- Классный художник 1-й степени (1861)
- Академик (1870) и профессор исторической и портретной живописи 2-й степени (1892)
- Орден Святого Станислава 3-й степени (1876)
- Орден Святой Анны 3-й степени (1879)
- Орден Святого Станислава 2-й степени (1881)
- Орден Святой Анны 2-й степени (1887)
- Орден Святого Владимира 4-й степени (1891)
- Действительный член ИАХ (1893)
- Медаль «Благодарность Его Императорского Величества за труды по возведению нового православного собора в Варшаве» (1894).
- Орден Святого Владимира 3-й степени (1895, с потомственным дворянством)
- Медаль «В память царствования императора Александра III» (1896)
- Почётный член Общества учителей рисования Санкт-Петербурга (1901—1917)
- Орден Святого Станислава 1-й степени (1907)
- Орден Святой Анны 1-й степени (1911)[18]

## Чины
- X класса — коллежский секретарь (1861)
- IX класса — титулярный советник (1870)
- VIII класса — коллежский асессор со старшинством (1876)
- VII класса — надворный советник со старшинством за выслугу лет (1879, получил в 1881)
- VI класса — коллежский советник (1883, получил в 1886)
- V класса — статский советник за выслугу лет (1892)
- IV класса — действительный статский советник (1905)[18]

## Память
- Улица Чистякова в Пушкине, проходящая рядом с домом, где жил художник.
- В 1987 году в Пушкине, в сохранившемся деревянном доме, был открыт музей П. П. Чистякова — часть комплекса Музея Академии художеств.

### Адреса в Санкт-Петербурге — Петрограде
1876 — 11.11.1919 года — дача — Пушкин, Московское шоссе, 23 (дом-музей)

### В филателии
В 2007 году Почтой России были выпущены две почтовые марки (по портретам работы Ильи Репина и Валентина Серова соответственно), посвящённые 175 лет со дня рождения П. П. Чистякова.

## Ученики
- В. Э. Борисов-Мусатов
- Ф. Ф. Бухгольц
- В. М. Васнецов
- М. А. Врубель
- И. М. Грабовский
- А. И. Кандауров
- Н. Д. Лосев
- В. Д. Поленов
- Е. Д. Поленова
- Ю. М. Пэн
- И. Е. Репин
- Н. К. Рерих
- А. И. Рябушкин
- Н. С. Самокиш
- В. А. Серов
- В. И. Суриков
- В. Е. Савинский
- А. В. Фищев
- К. Л. Хетагуров

## Публикации текстов
- Чистяков П. П., Савинский В. Е. Переписка 1883–1888 гг. : Воспоминания / П. П. Чистяков и В. Е. Савинский; Ред. и комментарии И. А. Бродского и М. С. Коноплевой. — Л. ; М. : Искусство, 1939. — 328 с., 8 л. вкл. л. ил. и портр. : ил., портр. — OCLC 7270677.
- Чистяков П. П. и др. Письма, записные книжки, воспоминания, 1832–1919 / П. П. Чистяков ; материалы подготовлены к печати и примечания к ним составлены Э. Белютиным и Н. Молевой. — М. : Искусство, 1953. — 590, [2] с., [14] л. ил., портр. : ил. — OCLC 8319912.